# Neil Cox
Neil James Cox (* 8. Oktober 1971 in Scunthorpe) ist ein ehemaliger englischer Fußballspieler. Als Rechts- und Innenverteidiger war er vor allem ab den frühen 1990er-Jahren in der Premier League für Aston Villa, den FC Middlesbrough, die Bolton Wanderers und den FC Watford aktiv. Größter Erfolg war der Gewinn des Ligapokals in der Saison 1993/94 mit den „Villans“.

## Sportlicher Werdegang

### Spielerlaufbahn

#### Scunthorpe United
Cox wuchs in seiner Geburtsstadt Scunthorpe auf, besuchte die Crosby Juniors School sowie die High Ridge Comprehensive School (später bekannt als „St. Lawrence Academy“) und war ab dem Alter von nur elf Jahren Teil der Jugendabteilung von Scunthorpe United. Nachdem er unter dem damaligen Trainer Frank Barlow frühzeitig mit Profispielern trainiert hatte, unterschrieb er im Jahr 1990 seinen ersten Profivertrag mit einer Laufzeit von zwei Jahren; mit ihm stießen Graham Alexander und Richard Hall als Absolventen der Jugendakademie in den Seniorenbereich vor. Schon zu diesem Zeitpunkt hatte Cox Angebote von höherklassigeren Klub, aber als „Junge aus der Region“ entschied er sich zunächst für den Viertligisten. Nach einer zunächst schleppend verlaufenden Saison 1990/91 entschloss sich Trainer Mick Buxton dazu, auf Hall und Cox in der Abwehr zu setzen. Es dauerte nicht lange, bis die guten Leistungen der beiden gewürdigt wurden und es stand ein Doppeltransfer zu Tottenham Hotspur im Raum. Als Hall schließlich mit dem FC Southampton einig wurde, zerschlug sich auch für Cox ein Wechsel zu den „Spurs“ und so heuerte er stattdessen im Februar 1991 bei Aston Villa an. Neben der Ablösesumme von 400.000 Pfund überließ Aston Villa dem Handelspartner 2.000 Sitze und sorgte selbst für den Einbau im Glanford Park von Scunthorpe United.

#### Aston Villa
Cox fand sich in einem prominenten Kader mit Spielern wie David Platt und Paul McGrath wieder und stieß zu der Mannschaft, kurz nachdem diese im FA Cup früh gescheitert war. Kurz darauf musste der damalige Villa-Trainer Jozef Vengloš, der Cox verpflichtet hatte, schon wieder weichen, da Rang 17 bei weitem nicht den Vorstellungen entsprochen hatte. Nachfolger wurde Ron Atkinson und unter „Big Ron“ debütierte Cox am 10. März 1992 gegen Notts County (0:0). Da der Kader mit deutlich mehr als 20 Spielern ausgestattet war, blieben die Bewährungschancen rar, aber nach mehreren Verletzungen bei Stammspielern gelang ihm gegen den FC Everton (2:1) das erste Tor. Von dann an konnte er rund 10 Spiele in Serie absolvieren, entweder als rechter Verteidiger oder im rechten Mittelfeld. In der ersten Premier-League-Saison 1992/93 bestritt er 20 Partien und lernte das Handwerk eines Rechtsverteidigers gegen prominente Linksaußen wie John Barnes, Lee Sharpe und Ryan Giggs. Ein großer Erfolg war dazu in der Saison 1993/94 der Gewinn des Ligapokals. Hier wurde er beim 3:1-Finalsieg gegen Manchester United in der 79. Minute für Steve Staunton eingewechselt. Trotz der etwas besseren sportlichen Perspektive bei Aston Villa entschloss er sich, im Juli 1994 zu einem Wechsel zum ambitionierten Zweitligisten FC Middlesbrough, der von Coxs „Kindheitsheld“ Bryan Robson trainiert wurde. Die Ablösesumme betrug eine Million Pfund.

#### FC Middlesbrough
Der Cox-Transfer war der erste Millionen-Deal des FC Middlesbrough und der Neuling gab später zu, Druck angesichts des hohen Betrags empfunden zu haben. Seine Leistungen wurden jedoch nicht nachhaltig negativ beeinflusst, da er mit „Boro“ über die Zweitligameisterschaft den Premier-League-Aufstieg bewerkstelligte und dabei 40 von 46 Partien bestritt. Dazu wurde er in die „Mannschaft der Saison 1994/95“ (PFA Team of the Year) berufen. Der FC Middlesbrough rüstete im Sommer 1995 auf und neben einem 5,5-Millionen-Pfund-Deal für Nick Barmby von Tottenham Hotspur war die Verpflichtung des Brasilianers Juninho für 4,75 Millionen Pfund ein Meilenstein für den Verein. Damit wurde das Offensivspiel deutlich belebt und Cox absolvierte 35 Erstligaspiele auf dem Weg zu Rang 12 und dem ungefährdeten Klassenerhalt. Nach der Bosman-Entscheidung intensivierte der Verein die Transferbemühungen und suchte verstärkt nach Verstärkungen jenseits der britischen Inseln. Fündig wurde man bei dem Italiener Fabrizio Ravanelli, der gerade erst mit Juventus Turin die Champions League gewonnen hatte. Dazu kam Emerson vom FC Porto, als Ersatz für Barmby, der nach Everton weitergezogen war.
Gemeinsam zog die neu formierte Mannschaft 1997 ins Finale des FA Cups ein. Kurz vor dem Endspiel stritt sich Cox heftig mit Ravanelli, indem er dem Italiener mangelnde Fitness vorwarf. Dies führte dazu, dass Cox am Morgen der Partie aus dem Kader gestrichen wurde. Ravanelli gab an, fit für die Partie gewesen zu sein, musste allerdings schon nach 24 Minuten ausgewechselt werden. Cox bereute den Vorfall, der dafür sorgte, dass er nie ein FA-Cup-Finale bestritt. Zu allem Unglück kam, dass sein Verein mit 0:2 dem FC Chelsea unterlag. Auch im Endspiel des Ligapokals war der Verein unterlegen, wobei Cox sowohl im ersten Spiel als auch bei der Niederlage im Wiederholungsspiel gegen Leicester City in der Startelf stand. Tiefpunkt war aber ohne Zweifel der enttäuschende Abstieg aus der Premier League, auch maßgeblich durch eine 3-Punkte-Strafe verursacht, die dem Verein aufgebrummt worden war, nachdem keine vollständige Mannschaft aufgrund einer Grippewelle aufgeboten werden konnte. Cox entschloss sich, weiter Erstligafußball zu spielen, und wechselte im Mai 1997 zu den Bolton Wanderers.

#### Bolton Wanderers & FC Watford
Das Pech blieb Cox jedoch auch in Bolton erhalten und unter Trainer Colin Todd stieg der Klub nach Ende der Saison 1997/98 ab. Im folgenden Jahr verpasste er keines von 44 Zweitligaspielen und erreichte die Qualifikation für Aufstiegs-Playoffs. Dort unterlag er mit „Boro“ im Finale dem FC Watford mit 0:2. In diesem Spiel weckte er auch Watfords Interesse, obwohl Cox zunächst in Bolton zufrieden war. Dies änderte sich, als Todd entlassen wurde. Über den Interimstrainer Phil Brown für fünf Spiele kam Sam Allardyce zum Verein. Dieser benötigte für einen gewünschten Umbruch im Team finanzielle Mittel aus Spielerverkäufen und schnell meldete sich Watfords Trainer Graham Taylor, der Anfang November 1999 für Cox 500.000 Pfund ausgab – und diesen erneut in die Premier League zurückbrachte.
Die Anfangsphase in Watford gestaltete sich für Cox schwierig, da er den langjährigen Publikumsliebling Nigel Gibbs ersetzen sollte und ein drittes Mal in Serie den Abstieg aus der Premier League erleben musste. Als im Jahr 2001 der Italiener Gianluca Vialli neuer Trainer wurde, fand er sich in der Vorbereitungstour in Italien unter der Ersatzspielern wieder, die nicht mitreisen durften. Dieser negativen Vorzeichen zum Trotz kämpfte sich Cox zu Beginn von Viallis einziger Saison 2001/02 in die Stammelf und war zeitweise sogar Kapitän der Mannschaft. Dabei bildete er mit Filippo Galli ein Duo in der Innenverteidigung. Der Wiederaufstieg wurde aber verpasst und unter dem neuen Trainer Ray Lewington gehörte er wieder zu den Lieblingsspielern. Die Zeit der teuren Spielereinkäufe war zu dem Zeitpunkt vorbei und Lewington setzte auf Cox, obwohl dieser bekanntermaßen Differenzen mit dem Klubpräsidenten hatte. Mit wenig Mitteln gelangen Achtungserfolge unter Lewington in den heimischen Pokalwettbewerben. In der Spielzeit 2002/03 gelangten die „Hornets“ ins Halbfinale des FA Cup und auch zwei Jahre später erreichte der Verein das Semifinale im Ligapokal. Dennoch musste Lewington im März 2005 den Verein verlassen und auch Cox kehrte Watford den Rücken nach Ablauf der Spielzeit 2004/05.

#### Karriereausklang
Ablösefrei schloss sich Cox zu Beginn der Saison 2005/06 dem Zweitligakonkurrenten Cardiff City an. In seinem einzigen Jahr in Cardiff hatte er mit Verletzungen zu kämpfen, kam aber hinter der „gesetzten“ Abwehrzentrale aus Darren Purse and Glenn Loovens immerhin zu 27 Meisterschaftspartien. Obwohl er gerne den Vertrag verlängert hätte, endete sein Engagement beim walisischen Hauptstadtklub Ende Juni 2006. Anschließend ließ er bis 2008 beim Drittligisten Crewe Alexandra die aktive Laufbahn ausklingen.

### Trainerlaufbahn
Im Oktober 2010 wurde Cox Trainer des Amateurklubs Leek Town und half dort bei einer Verletztenmisere im Kader als Spieler aus. Im April 2011 verkündete er überraschend seinen Rücktritt als Trainer und gab persönliche Gründe an. Nächste Station war ab Oktober 2012 der AFC Wimbledon in der viertklassigen Football League Two, wo er seinem langjährigen Freund und Ex-Mitspieler Neal Ardley als Assistent diente. Gemeinsam beerbte das Duo den vorangegangenen Trainer Terry Brown. Größter Erfolg war im Jahr 2016 der Aufstieg in die dritte Liga. Eine Niederlagenserie in der Spielzeit 2017/18 sorgte im November 2018 dort für das Ende der Ardley-Cox-Ära.
Anfang August 2020 übernahm Cox in seiner Geburtsstadt die Cheftrainerrolle beim Viertligisten Scunthorpe United. Nach einem enttäuschenden Start in die Saison 2021/22 und nur elf Punkten aus den ersten 15 Spielen als Tabellenschlusslicht wurde Cox im November 2021 entlassen. Im September 2023 wurde Cox Co-Trainer beim Fünftligisten York City, bei dem er erneut mit Neal Ardley zusammenarbeitete. Ende Februar 2024 wurde Cox in Folge von Ardleys Demission ebenfalls freigestellt.

## Titel/Auszeichnungen
- Englischer Ligapokal (1): 1993/94
- PFA Team of the Year (1): 1994/95 (2. Liga)